# 1406
1406 (MCDVI) je bilo navadno leto, ki se je po julijanskem koledarju začelo na petek.

## Dogodki
- Izdan je Ortenburški gozdni red narejen v Kočevju, prvi dokument o urejanju gozdov na ozemlju današnje Slovenije.

## Rojstva
Neznan datum
- Ulrik II. Celjski († 1456)

## Smrti
- 17. marec - Ibn Haldun, arabski zgodovinar, ekonomist, sociolog (* 1332)
- 4. april - Robert III., škotski kralj (* 1337)
- 4. maj - Coluccio Salutati, italijanski (florentinski) državnik, humanist in zgodovinar (* 1331)
- 15. julij - Viljem Habsburški, avstrijski vojvoda (* 1370)
- 16. september - Kiprijan Moskovski, ruski metropolit (* 1336)
- 1. november - Ivana Brabantska, vojvodinja Brabanta in Limburga (* 1322)
- 6. november - papež Inocenc VII. (* 1356)
- 18. december - Čandarli Ali Paša, veliki vezir osmanskega cesarstva (* neznano)

Neznan datum
- Eustache Deschamps, francoski pesnik (* 1340)
- Federico di Pagana, 8. genovski dož (* 1315)
- Janez Aquila, štajersko-prekmurski slikar (* 1350)
- Isa Čelebi, osmanski princ (* 1380)
- Toktamiš, kan Modre in Zlate horde (* okoli 1342)